# Домброва-Гурна (Нижньосілезьке воєводство)
Домброва-Гурна (пол. Dąbrowa Górna, нім. Ober Dammer) — село в Польщі, у гміні Любін Любінського повіту Нижньосілезького воєводства.
Населення — 87 осіб (2011).
У 1975-1998 роках село належало до Легницького воєводства.

## Демографія
Демографічна структура станом на 31 березня 2011 року:
|          | Загалом | Допрацездатний вік | Працездатний вік | Постпрацездатний вік |
| -------- | ------- | ------------------ | ---------------- | -------------------- |
| Чоловіки | 45      | 8                  | 35               | 2                    |
| Жінки    | 42      | 8                  | 25               | 9                    |
| Разом    | 87      | 16                 | 60               | 11                   |